# فرد چادویک
فرد چادویک (انگلیسی: Fred Chadwick؛ ۸ سپتامبر ۱۹۱۳ – ۱۸ سپتامبر ۱۹۸۷) بازیکن فوتبال اهل بریتانیا بود.
از باشگاه‌هایی که در آن بازی کرده‌است می‌توان به باشگاه فوتبال بریستول راورز و باشگاه فوتبال نیوپورت کانتی اشاره کرد.